# Lansford Hastings
Lansford W. Hastings (ur. w 1819 w Mount Vernon w Ohio, zm. w 1870 na wyspie Saint Thomas na Wyspach Dziewiczych wówczas należących do Danii) – amerykański prawnik, publicysta, awanturnik polityczny i podróżnik.
W latach 1843–1844 odbył podróż przez Góry Skaliste do Kalifornii. Wówczas zaangażował się w akcję, zmierzającą do sprowadzenia na zachodnie wybrzeże jak największej liczby amerykańskich osadników ze wschodu. Ich przewaga nad autochtonami miała doprowadzić do oderwania tych ziem od Meksyku i utworzenia z nich niezawisłej Republiki Kalifornii. W tym celu napisał i wiosną 1845 r. opublikował w Cincinnati The Emigrants' Guide to Oregon and California (Przewodnik emigrantów do Oregonu i Kalifornii). 11 kwietnia 1846 r. Hastings sam poprowadził z Sutter’s Fort na zachód karawanę złożoną z 60 do 75 wozów do Fort Bridger w Wyoming. Stąd skierował się zupełnie nową, krótszą drogą, omijającą od południa Wielkie Jezioro Słone i przecinającą w poprzek Wielką Pustynię Słoną, zwaną odtąd Skrótem Hastingsa (ang. Hastings Cutoff), po czym przez tereny dzisiejszej Nevady dotarł bezpiecznie do Kalifornii. Kres marzeniom Hastingsa o Republice Kalifornii położyła wojna amerykańsko-meksykańska (podczas której wojska amerykańskie wkroczyły do Kalifornii) i kończący ją Traktat pokojowy w Guadalupe Hidalgo z 2 lutego 1848 r., na mocy którego Meksyk przekazał Stanom Zjednoczonym m.in. ówczesną Górną Kalifornię.

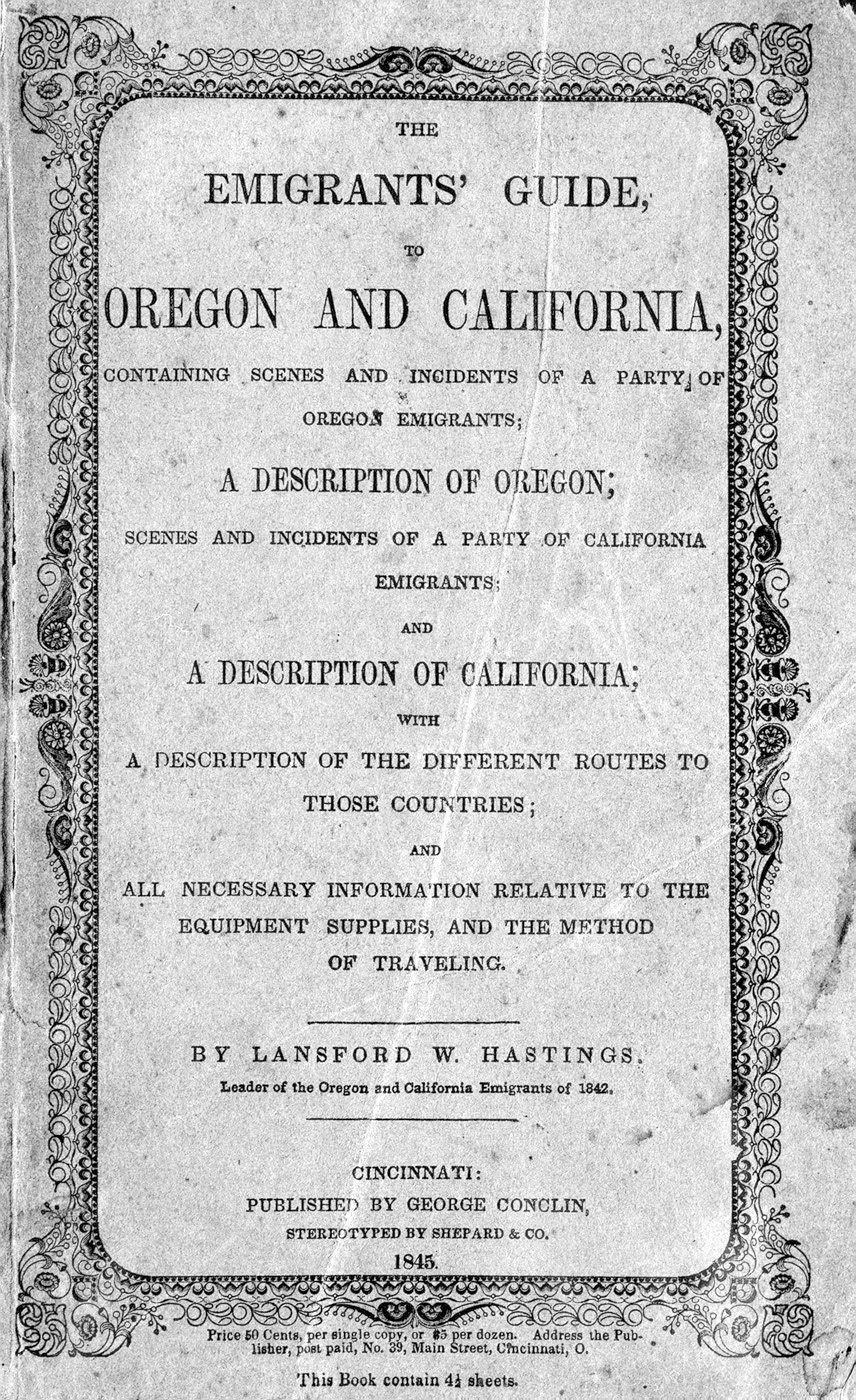
Strona tytułowa The Emigrants' Guide to Oregon and California L. Hastingsa z 1845 r.

W 1848 r. pojął za żonę Charlottę Toler. W 1849 r. był członkiem Kalifornijskiego Zgromadzenia Konstytucyjnego (California Constitutional Convention). W 1850 r. przeprowadził się do Yumy w Arizonie, gdzie pracował jako poczmistrz i sędzia. W czasie wojny secesyjnej opowiedział się po stronie Południa. W 1864 r. udał się do Richmond w Wirginii, gdzie na spotkaniu z prezydentem konfederatów Jeffersonem Davisem przedstawił swój plan (tzw. Hastings Plot) odłączenia Kalifornii od Unii i przystąpienia jej do Konfederacji (ze względu na wkrótce mające miejsce zakończenie wojny pomysł ten nie miał dalszego ciągu).
Po zakończeniu wojny, niezadowolony z nowego ładu politycznego, wyjechał do Brazylii, planując utworzenie tam amerykańskich kolonii. Po rozmowach z rządem brazylijskim napisał nawet kolejny przewodnik dla potencjalnych kolonistów (The Emigrant's Guide to Brazil, 1867). Zmarł (prawdopodobnie na żółtą febrę) na wyspie Saint Thomas, gdzie zatrzymał się statek, na którym wiózł grupę osadników do nowej kolonii w Santarém w Brazylii.